# Sistema integrado de gestão empresarial
Planejamento de recursos empresariais (português brasileiro) ou planeamento de recurso corporativo (português europeu) (em inglês enterprise resource planning - ERP) é um sistema de informação que interliga todos os dados e processos de uma organização em um único sistema. A interligação pode ser vista sob a perspectiva funcional (sistemas de finanças, contabilidade, recursos humanos, fabricação, marketing, vendas, compras etc) e sob a perspectiva sistêmica (sistema de processamento de transações, sistemas de informações gerenciais, sistemas de apoio a decisão etc).
O ERP é uma plataforma de software desenvolvida para interligar diversos departamentos de uma empresa, possibilitando a automação e armazenamento de todas as informações do negócio, que passam a ser fornecidas de maneira instantânea e precisa, assegurando as tomadas de decisões.
ERP é a espinha dorsal dos negócios eletrônicos, uma arquitetura de transações que liga todas as funções de uma empresa, por exemplo, de processamento de pedido de vendas, controle e gerenciamento de estoque, planejamento de produção e distribuição e finanças.
De acordo com dados divulgados pela pesquisa “Panorama Mercado Software 2024”, 33,3% das empesas pretendem adquirir ou trocar seus sistemas ERP nos próximos dois anos.

## História
No fim da década de 1950, quando os conceitos modernos de controle tecnológico e gestão corporativa tiveram seu início, a tecnologia vigente era baseada nos gigantescos mainframes que rodavam os primeiros sistemas de controle de estoques – atividade pioneira da interseção entre gestão e tecnologia. A automatização era cara, lenta – mas já demandava menos tempo que os processos manuais – e para poucos.
No início da década de 70, a expansão econômica e a maior disseminação computacional geraram o planejamento dos recursos de manufatura (Material Requirement Planning - MRP), antecessores dos sistemas ERP. Sendo utilizada como parte de suas operações, esta aplicação "explode" um item nas suas partes constituintes, de modo que possam ser encomendas ou produzidas. A saída do MRP segue para o departamento de compras que deve adquirir matéria prima necessária para produção onde o departamento de compras faz o pedido aos vendedores que fornecem matéria prima para a empresa. O vendedor remete os produtos para fábrica e envia uma fatura para pagamento através da função de contas a pagar da firma. Eles surgiram já na forma de conjuntos de sistemas, também chamados de pacotes, que conversavam entre si e que possibilitavam o planejamento do uso dos insumos e a administração das mais diversas etapas dos processos produtivos.
Seguindo a linha evolutiva, a década de 80 marcou o início das redes de computadores ligadas a servidores – mais baratos e fáceis de usar que os mainframes – e a revolução nas atividades de gerenciamento de produção e logística. O MRP se transformou em MRP II (que significava Manufacturing Resource Planning ou planejamento dos recursos de manufatura), que agora também controlava outras atividades como mão-de-obra e maquinário.
Na prática, o MRP II já poderia ser chamado de ERP pela abrangência de controles e gerenciamento. Porém, não se sabe ao certo quando o conjunto de sistemas ganhou essa denominação.
O próximo passo, já na década de 1980, serviu tanto para agilizar os processos quanto para estabelecer comunicação entre essas “ilhas” departamentais. Foram então agregados ao ERP novos sistemas, também conhecidos como módulos do pacote de gestão. As áreas contempladas seriam as de finanças, compras e vendas e recursos humanos, entre outras, ou seja, setores com uma conotação administrativa e de apoio à produção ingressaram na era da automação.
A nomenclatura ERP ganharia muita força na década de 1990, entre outras razões pela evolução das redes de comunicação entre computadores e a disseminação da arquitetura cliente/servidor – microcomputadores ligados a servidores, com preços mais competitivos – e não mais mainframes. E também por ser uma ferramenta importante na filosofia de controle e gestão dos setores corporativos, que ganhou aspectos mais próximos da que conhecemos atualmente.
As promessas eram tantas e tão abrangentes que a segunda metade daquela década seria caracterizada pelo "boom" nas vendas dos pacotes de gestão. E, junto com os fabricantes internacionais, surgiram diversos fornecedores brasileiros, empresas que lucraram com a venda do ERP como um substituto dos sistemas que poderiam falhar com o bug do ano 2000 – o problema na data de dois dígitos nos sistemas dos computadores.
O crescimento atual dos ERPs é inevitável devido a necessidade de pequenas empresas fazerem uso destes para tornarem-se mais competitivas.

## ERP com Foco Específico
A evolução da tecnologia digital e da ferramenta em si levou à criação de ERPs que oferecem soluções especializadas por segmento de mercado.   Isso acontece porque empresas de setores diferentes podem vir a ter necessidades diferentes. Um exemplo é o diferencial entre um mercado e uma panificadora. O mercado pode até vender pães, mas dificilmente terá produção própria - ao menos na mesma escala que a panificadora.
Logo, as necessidades dos dois tipos de empresa serão diferentes. O mercado precisa dar conta do catálogo vasto de produtos associado à organização das gôndolas e prateleiras. A recolocação dos itens segue ordens específicas, referentes a estratégias de vendas, gestão de estoque, entre outros. Ao mesmo tempo, uma panificadora precisa de ordens de produção bem alinhadas para garantir eficiência na panificação sem desperdiçar tempo ou ingredientes.
Seguem alguns exemplos de ERPs específicos:

### ERP para Restaurantes
Um sistema integrado de gestão empresarial voltado para restaurantes geralmente possui funcionalidades bem diversificadas. Isso porque o ramo alimentício deve dar conta tanto de produção quanto montagem, pedidos direto para o cliente, estoque de produtos perecíveis, múltiplas formas de saídas. 
Por exemplo, alguns sistemas podem oferecer funcionalidades de emitir comandas em telas separadas para balcão, drive thru e tele-entrega. Outros podem ter integração com aplicativos como Uber Eats, Ifood e 99food. Pode ser interessante também considerar aplicativos com sistemas próprios de cardápio e tela de pedidos para clientes. 
Referência:
- Wikipédia: [11]

Alguns ERPs para restaurantes do mercado brasileiro:
- Saipos [12]
- Colibri [13]
- BeeFood - Sistema para Restaurantes [14]

### ERP para Indústrias
Já sistemas integrados de gestão industrial possuem funcionalidades específicas da necessidade da indústria. Emitir ordens de produção detalhadas de forma que facilite a comunicação entre gestão e chão-de-fábrica, integrar com um sistema MES para fazer anotações de produção, dentre outras funcionalidades.
O setor industrial é bem amplo, mas muitas necessidades são compartilhadas entre as áreas. Por isso, um mesmo ERP pode servir tanto para a indústria metalúrgica qunato para a indústria de borracha, alimentícia, automotiva etc. Geralmente, esse tipo de programa conta com engenheiros no seu desenvolvimento, implantação e suporte.    
Alguns ERPs para indústrias do mercado brasileiro:
- Nomus [18]
- Totvs

### ERP para Produção Agropecuária
Por sua vez, os ERPs de produção agropecuária podem ter variações entre si. Enquanto tentam abarcar as diferentes funcionalidades das quais a gestão de campo precisam, há fornecedores que preferem focar apenas em gado, agricultura, apiários etc. Os softwares disponíveis permitem monitorar, então, o crescimento da produção, acompanhar estoques de ração e adubo, acompanhar a saúde dos animais, entre outros. 
É um tipo de programa que abarca um universo bem grande de possibilidades. Controlar a produção de café é muito diferente de econtrolar a produção de leite ou de carne. No entanto, um mesmo agroprodutor pode ter todos esses e outros tipos de mercadorias nas suas terras. É importante considerar todas essas peculiaridades na hora de contratar um sistema desses, caso você seja um agropecuarista. 
Alguns ERPs para produção agropecuária do mercado brasileiro:
- Conag [20]
- JetBov [21]

## A importância do ERP nas corporações
Para entender melhor como isto funciona, o ERP pode ser visto como um grande banco de dados com informações que interagem e se realimentam. Assim, o dado inicial sofre uma mutação de acordo com seu status, como a ordem de vendas que se transforma no produto final alocado no estoque da companhia indicada.
Ao desfazer a complexidade do acompanhamento de todo o processo de produção, venda e faturamento, a empresa tem mais subsídios para se planejar, diminuir gastos e repensar a cadeia de produção. Um bom exemplo de como o ERP revoluciona uma companhia é que com uma melhor administração da produção, um investimento, como uma nova infraestrutura logística, pode ser repensado ou simplesmente abandonado. Neste caso, ao controlar e entender melhor todas as etapas que levam a um produto final, a companhia pode chegar ao ponto de produzir de forma mais inteligente, rápida e melhor, o que, em outras palavras, reduz o tempo que o produto fica parado no estoque.
A tomada de decisões também ganha uma outra dinâmica. Imagine uma empresa que por alguma razão, talvez uma mudança nas normas de segurança, precise modificar aspectos da fabricação de um de seus produtos. Com o ERP, todas as áreas corporativas são informadas e se preparam de forma integrada para o evento, das compras à produção, passando pelo almoxarifado e chegando até mesmo à área de marketing, que pode assim ter informações para mudar algo nas campanhas publicitárias de seus produtos. E tudo realizado em muito menos tempo do que seria possível sem a presença do sistema.
Entre os avanços palpáveis, podemos citar o caso de uma indústria média norte-americana de autopeças, situada no estado de Illinois, que conseguiu reduzir o tempo entre o pedido e a entrega de seis para duas semanas, aumentando a eficiência na data prometida para envio do produto de 60% para 95% e reduzindo as reservas de insumos em 60%. Outra diferença notável: a troca de documentos entre departamentos que demorava horas ou mesmo dias caiu para minutos e até segundos.
Esse é apenas um exemplo. Porém, de acordo com a empresa, seria possível direcionar ou adaptar o ERP para outros objetivos, estabelecendo prioridades que podem tanto estar na cadeia de produção quanto no apoio ao departamento de vendas como na distribuição, entre outras. Com a capacidade de integração dos módulos, é possível diagnosticar as áreas mais e menos eficientes e focar em processos que possam ter o desempenho melhorado com a ajuda do conjunto de sistemas.
Os sistemas integrados dão às empresas a flexibilidade para responder rapidamente as solicitações dos clientes e ao mesmo tempo, produzir e manter em estoque apenas o necessário para atender os pedidos existentes. Sua capacidade de tornar a expedição mais veloz e precisa, minimizar os custos e aumentar a satisfação do cliente também gera mais lucratividade as empresas.
- Torna os módulos dependentes uns dos outros, pois cada departamento depende das informações do módulo anterior, por exemplo. Logo, as informações têm que ser constantemente atualizadas, uma vez que as informações são em tempo real, ocasionando maior trabalho;
- Inserção de dados não confiáveis, quando é necessário o input pelo usuário;

Esses dois itens, para quem conhece e desenvolve Sistema Integrado de Gestão, são a prova real de este ERP é interligado e nunca integrado. No Sistema Integrado de Gestão os módulos interagem, inter dependem e inter-relacionam e não tem esses dois  e outros problemas. Todos os dados se entendem de modo automático e, a cada entrada de dados, a posição dos relatórios gerenciais são automaticamente atualizados.
Nas pequenas empresas
A importância dos sistemas de ERP nas pequenas empresas em um mundo atualmente cada vez mais competitivo deixa de ser uma opção e sim torna-se obrigatório sua utilização para tomadas de decisões mais rápidas e assertivas.

## Vantagens do ERP
Algumas das vantagens da implementação de um ERP numa empresa são:
- Qualidade e eficácia
- Redução de custos
- Agilidade empresarial
- Eliminar o uso de interfaces manuais
- Otimizar o fluxo da informação e a qualidade da mesma dentro da organização (eficiência)
- Otimizar o processo de tomada de decisão
- Eliminar a redundância de atividades
- Reduzir os limites de tempo de resposta ao mercado
- Reduzir as incertezas do Lead time
- Incorporação de melhores práticas (codificadas no ERP) aos processos internos da empresa
- Reduzir o tempo dos processos gerenciais
- Redução de estoque;
- Redução da carga de trabalho, pois atividades repetitivas podem e devem ser automatizadas;
- Melhor controle das operações da empresa;
- Melhoria de Infra estrutura de Hardware;[23]
- Aprendizado em TI;[23]
- Adequação ao cumprimento das legislações federais, estaduais e municipais vigentes;
- Redução dos custos de operação e do tempo de treinamento de novos funcionários;[3]

## Desvantagens do ERP
Praticamente, na maioria dos casos os gestores subestimam a complexidade do planejamento, desenvolvimento e treinamento necessário para utilizar o novo sistema ERP, que altera radicalmente os processos empresariais e sistemas de informação nos negócios.
Algumas das desvantagens da implementação de um ERP em uma empresa são
- A utilização do ERP por si só não torna uma empresa verdadeiramente integrada;
- Dependência do fornecedor do pacote;
- Adoção de melhores práticas aumenta o grau de imitação e padronização entre as empresas de um segmento;
- Torna os módulos dependentes uns dos outros, pois cada departamento depende das informações do módulo anterior, por exemplo. Logo, as informações têm que ser constantemente atualizadas, uma vez que as informações são em tempo real, ocasionando maior trabalho;
- Inserção de dados não confiáveis, quando é necessário o fornecimento de informações pelo usuário;
- Dificuldade de repasse da cultura Organizacional aos funcionários;[25]
- O seu fornecedor pode descontinuar a sua versão de ERP sem aviso prévio;

## Fatores críticos de sucesso
Segundo uma pesquisa Chaos e Unfinished Voyages (1995) os principais fatores críticos de sucesso para um projeto de implantação de um ERP são:
- Envolvimento dos usuários
- Apoio da direção
- Definição clara de necessidades
- Planejamento adequado
- Expectativas realistas
- Marcos intermediários
- Equipe competente
- Comprometimento
- Visão e objetivos claros
- Equipe dedicada
- Infraestrutura adequada
- Constante qualificação da equipe usuária
- Presença de consultoria externa;[26]

## Custos do Sistema ERP
A implementação do sistema ERP é comparável a um transplante de cérebro. Desativamos todas as aplicações da companhia e passamos a utilizar o software de uma empresa especializada em sistemas gerenciais para empresas. O risco, evidentemente, seria a interrupção das atividades da empresa, porque se o ERP não for implementado corretamente, com certeza você acabará matando a companhia (Jim Prevo, Ceo da Green Mountain Coffee).
Embora as vantagens sejam muitas, os custos e riscos também são consideráveis. Os custos de hardware e software são uma pequena parte dos custos totais, e que os custos de desenvolvimento de novos processos empresariais (reengenharia) e de preparação dos funcionários para a utilização do novo sistema (treinamento e gestão das mudanças) compõem a maior parte da implementação de um novo sistema ERP. A conversão de dados do antigo sistema legado para o novo sistema ERP interfuncional é outra grande categoria dos custos de implementação do ERP. Os custos e riscos de fracasso da implementação de um novo sistema ERP  são significativos. A maioria das companhias tem tido sucesso na implementação de ERP, no entanto, uma minoria razoável de empresas sofre fracassos estrondosos e danosos para a companhia como um todo. Grandes perdas de receita, lucros e participação de mercado ocorrem quando os processos empresariais básicos ou os sistemas de informação falham ou não funcionam corretamente. Em muitos casos, pedidos e entregas são perdidos, mudanças no estoque não registradas corretamente, e falta de ítens, por semanas ou até meses, é causada pela imprecisão dos níveis de estoque. Companhias como Hershey Foods, Nike, A-DEC e Connecticut General arcaram prejuízos que, em alguns casos, chegaram a centenas de milhões de dólares. Há algumas questões-chaves para assegurar que uma organização receba o valor do negócio de um ERP que devem ser examinadas antes da implementação de um projeto de ERP. Primeiro, é necessário pesquisar diferentes fornecedores de ERP e selecionar o fornecedor que atende as necessidades da empresa de forma mais eficiente. Segundo, as organizações precisam reestruturar os processos para que possam otimizar seus processos de negócio, antes ou conjuntamente com os processos de desenvolvimento do sistema ERP. (TURBAN et al 2010, p. 340)
Existem diferentes maneiras de implementação e níveis de orçamento para os projetos , de acordo com pesquisas realizadas por Koch,Slater e Baatz (1999), diversos custos poderão não ser bem estimados , um deles é o Custo com Horas de Consultoria que quando não planejados pelos usuários tornam-se extremamente difíceis de estimar. Para evitar este tipo de problema as empresas devem estabelecer medidas no contrato dos consultores que obrigue o aporte de conhecimento a um número determinado de pessoas  internas da empresa para que se tornem multiplicadores dentro do projeto como um todo.
Custos típicos na implementação de um novo sistema ERP:
- Reengenharia 40%
- Conversão de dados 20%
- Treinamento e gestão de mudanças 15%
- Software 15%
- Hardware 10%

Custos para a pequena empresa
Com o crescimento dos ERPs nas pequenas empresas além dos custos iniciais acima existem outros para aqueles que não possuem nenhum outro tipo de ERP instalado como o de infra-estrutura onde é necessário realizar modificações físicas nos locais para instalação de cabeamento de redes, pontos wifi e rede elétrica para comportar os equipamentos necessários para a operação de toda a solução.

Alternativa ao sistemas ERP tradicionais: Sistema ERP Online
Existem outros tipos de ERP, além dos citados. O tipo mais moderno que está sendo utilizado atualmente é o ERP online (em nuvem). Um ERP online é um software do tipo Saas (software como serviço).
Hoje em dia o ERP Online esta aos poucos substituindo os ERPs mais antigos, do tipo desktop, que são aqueles que instalamos em nosso computador. Para utilizar um ERP online você precisa apenas uma conexão com a internet e uma conta no sistema do fornecedor de sua preferência.
Exemplo de ERP online:
- Omie[30]

Vantagens do ERP online:
- Custo mais baixo
- Infra-estrutura e tecnologia inclusa, você se preocupa apenas em gerenciar seu negócio
- Muitas vezes não possui custo de implantação apenas mensalidade
- Acesso de qualquer lugar, basta uma conexão com a internet
- Possuem mais recursos e integrações com diversas outras plataformas web
- Mais intuitivo, moderno e fácil de usar
- Acesso através de smartphones e tablets